# La Gwen Ba
La Gwen Ba es una localidad de Santa Lucía que forma parte del distrito de Micoud.